# Thomas galago
De Thomas galago (Galagoides thomasi) is een soort van het geslacht dwerggalago's (Galagoides). De wetenschappelijke naam van de soort werd voor het eerst geldig gepubliceerd door Daniel Giraud Elliot in 1907.

## Voorkomen
De soort komt voor in Angola, Kameroen, Congo-Brazzaville, Congo-Kinshasa, Ivoorkust, Equatoriaal-Guinea, Gabon, Nigeria, Senegal, Sierra Leone, Tanzania, Oeganda en Zambia.